# Jeffrey Friedman
Jeffrey Friedman (ur. 24 sierpnia 1951) – amerykański reżyser i producent filmowy. Zdobywca Oscara.
Realizował głównie filmy dokumentalne, choć ma w dorobku również pełnometrażową fabułę, nakręcony wspólnie z Robem Epsteinem Howl o poecie Allenie Ginsbergu. Często podejmuje tematy gejowskie. Oscarem został uhonorowany w 1990 film dokumentalny Common Threads: Stories from the Quilt, nakręcony wspólnie z Epsteinem, z którym współpracuje od 1987.

## Wybrana filmografia
- Common Threads: Stories from the Quilt (1989, reżyseria, produkcja, scenariusz)
- Where Are We? Our Trip Through America (1989, reżyseria, produkcja)
- The Celluloid Closet (1995, reżyseria, produkcja, scenariusz)
- Paragraf 175 (Paragraph 175, 2000, reżyseria, produkcja)
- Underground Zero (2002, segment Isaiah's Rap, reżyseria)
- Crime & Punishment (2002, telewizja, reżyseria, produkcja)
- An Evening with Eddie Gomez (2005, reżyseria)
- Ten Days That Unexpectedly Changed America: Gold Rush (2006, telewizja, reżyseria)
- Skowyt (2010, reżyseria, produkcja, scenariusz)
- Królowa XXX (Lovelace, 2013, reżyseria)

## Nagrody
- Nagroda Akademii Filmowej 1990: Common Threads: Stories from the Quilt Pełnometrażowy film dokumentalny